# Parc naturel régional de la Sainte-Baume

logo du parc

Le parc naturel régional de la Sainte-Baume est un parc naturel régional créé par décret le 20 décembre 2017, dont le périmètre occupe environ 84 367 ha répartis entre les deux départements des Bouches-du-Rhône et du Var, autour du massif du même nom. Il est le 52e parc naturel régional français.

## Présentation

### Chiffres clés
- Superficie : 844 km2
- Population : 58 000 habitants
- 1 Régions : Provence-Alpes-Côte d’Azur
- 2 Départements : Var et Bouches-du-Rhône
- Nombre de communes adhérentes : 28
- Nombre de communes associées :2
- Nombre de villes-portes :
- Adresse du siège : Plan-d'Aups-Sainte-Baume

### Communes adhérentes
Les villes adhérentes sont situées dans deux départements, le Var et les Bouches-du-Rhône :

#### Villes du Var
Prise en compte de la totalité du territoire des communes :
1. Belgentier,
2. La Celle,
3. Mazaugues,
4. Méounes-lès-Montrieux,
5. Nans-Les-Pins,
6. Néoules,
7. Plan-d'Aups-Sainte-Baume,
8. Riboux,
9. La Roquebrussanne,
10. Rougiers,
11. Saint-Zacharie,
12. Signes.

Prise en compte d'une partie du territoire des communes :
1. Le Beausset,
2. Brignoles,
3. La Cadière-d'Azur,
4. Le Castellet,
5. Evenos,
6. Garéoult
7. Pourcieux,
8. Pourrières,
9. Saint-Maximin-la-Sainte-Baume,
10. Solliès-Toucas,
11. Tourves,
12. Trets.

#### Villes des Bouches-du-Rhône
1. Cuges-les-Pins, pour la totalité de la commune,
2. Auriol, pour une partie du territoire de la commune,
3. Gémenos, pour une partie du territoire de la commune,
4. Roquevaire, pour une partie du territoire de la commune.

## Patrimoine naturel
- Pic de Bertagne (1042 m).

## Patrimoine culturel

### Bâti
- Chartreuse de Montrieux, Inscrit monument historique[2]
- Église Notre-Dame-de-l'Assomption de Belgentier
- Abbaye de La Celle, classée monument historique[3]
- la Glacière du Gaudin à Mazaugues[4]
- Grotte de la Sainte-Baume[5]

## Pour en savoir plus